# Luccas Pace Júnior
Luccas Pace Júnior é um operador de câmbio brasileiro, que ganhou notoriedade ao ser preso na Operação Lava Jato por ter cometido transações cambiais fraudulentas em operações com a doleira Nelma Kodama, sendo considerado o principal responsável pela execução de remessas fraudulentas. Foi condenado na 1ª fase da Lava-Jato, tendo feito a primeira colaboração premiada homologada aplicada e assinada pelo juiz Sergio Moro.

## Biografia
Foi responsável em 1986 por ajudar na implementação do Citibank Brasil. Também foi o escalado para implementação da mesa de Operações Cambiais no Midland Bank, na tentativa frustrada do banco  estabelecer-se no Brasil no início dos anos 90.
Pela prática de 91 crimes de evasão de divisas, operar instituição financeira irregular e os crimes relacionados à organização criminosa, Pace foi inicialmente condenado a 18 anos de prisão. Com a sua delação premiada, sua sentença foi reduzida a 4 anos, dois meses e quinze dias, pena que responderá em liberdade.

## CPI da Petrobras
Em 13 de agosto de 2015, em depoimento à CPI da Petrobras, Pace afirmou que sente "alívio" por ter sido preso na Operação Lava Jato. À CPI, Luccas ainda relatou aos deputados as maneiras usadas para burlar a fiscalização das autoridades financeiras; segundo ele, existem "brechas propositais" na legislação brasileira que trata do controle desse tipo de movimentação.

## Denúncias à PF
Luccas também denunciou corretoras de valores e instituições bancarias que participavam do esquema de remessas fraudulentas ao exterior. Em depoimento à Polícia Federal disse que sabia dizer que "Amarildo é o dono informal de distribuidoras de títulos e valores mobiliários, dentre as quais, Quantia DTVM, Luca DTVM, Split DTVM; que essas DTVMs de Amarildo eram utilizadas para desvio de recursos de fundos de pensão, daí a necessidade de ele possuir dinheiro vivo para o pagamento de propinas".